# 千島湖

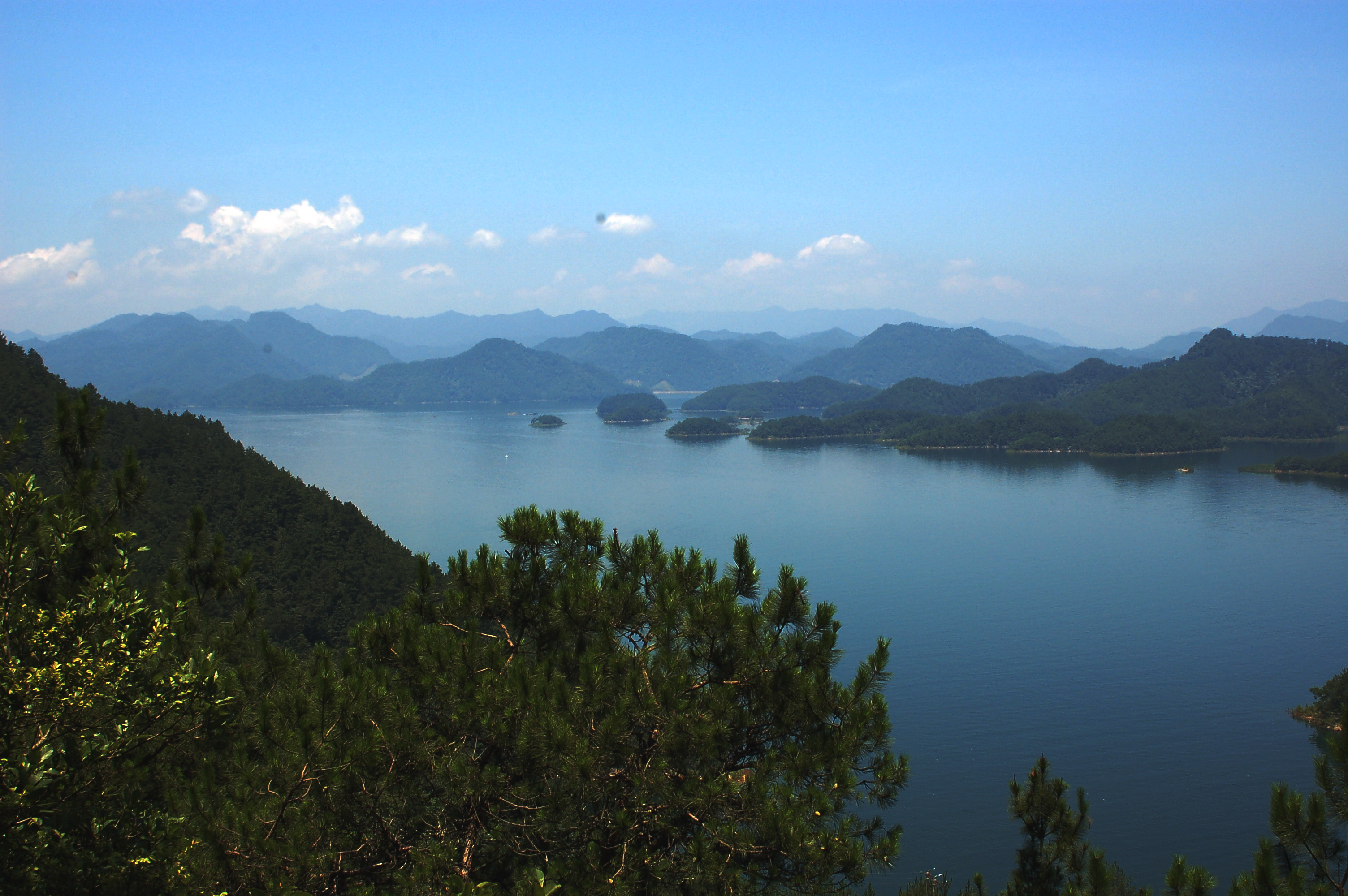
竜山島の鐘楼から望む千島湖

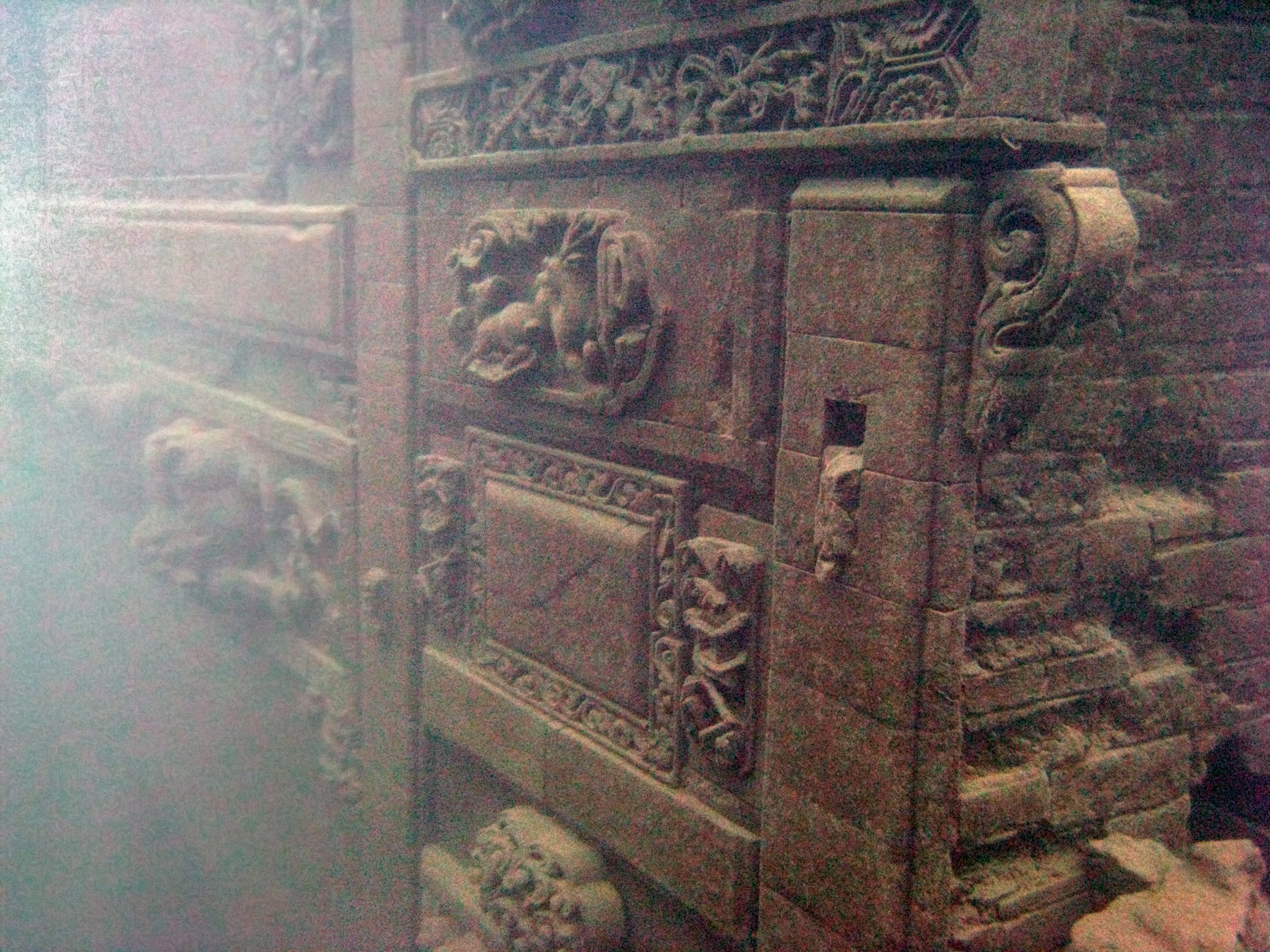
遺跡

千島湖（せんとうこ）は中国浙江省杭州市の淳安県と建徳市にまたがる人造湖。1959年新安江に新安江水力発電所を建設した時にできた。湖の中に2500平方メートル以上の島が1078あるので、千島湖と名付けられた。1982年中華人民共和国国務院により国家級風景名勝区に指定された。中国の5A級観光地（2010年認定）。
ダム湖建設により、淳安県と遂安県（現在は淳安県へ合併）の県城が二つとも沈み、その他に8個の鎮と39の郷が水没した。湖底には、古代から続いた淳安（賀城）および遂安（獅城）の2つの城郭都市の遺跡があり、「中国のアトランティス」とも呼ばれる。特に獅城は徽商が拠点とした商業都市であり、城壁、城門、牌坊、城隍廟、民家などといった明から清にかけての古い建築がそのまま水中に保存されている。

## 千島湖事件
1994年、台湾からの観光客24名と遊覧船乗員6名の32名全員が中国人武装強盗に殺害された事件。千島湖慘案とも。